# Dmytro Hnatiuk
Dmytro Mychajłowycz Hnatiuk (ukr. Дмитро Михайлович Гнатюк, ur. 28 marca 1925 w Mămăeștii Vechi (ob. Mamajiwci), zm. 29 kwietnia 2016 w Kijowie) – ukraiński śpiewak operowy, pedagog, Ludowy Artysta ZSRR (1960), kawaler Orderu Lenina, Orderu Rewolucji Październikowej, Orderu Czerwonego Sztandaru Pracy, Orderu Przyjaźni Narodów, Orderu Jarosława Mądrego oraz Orderu Państwa i Bohater Pracy Socjalistycznej (1985), Bohater Ukrainy (2005).
W latach 1951–1988 solista Opery Kijowskiej, 1980–1988 – reżyser Opery Kijowskiej, w latach 1983–1993 wykładowca konserwatorium kijowskiego, Laureat Nagrody Państwowej ZSRR (1977) i Nagrody Leninowskiego Komsomołu (1967).